# 長良村
長良村（ながらむら）は、かつて岐阜県稲葉郡に存在した村である。長良川鵜飼が行われる村である。
現在の岐阜市の長良川沿い（北岸）に該当し、現在の地名は長良○○町などである。
村名は、この地域（上福光村・真福寺村・中福光村）を長良三郷と呼ばれていたことによるという。

## 歴史
- 江戸時代末期、この地域は美濃国方県郡と厚見郡（古津村のみ）に属し、ほとんどが尾張藩領であった。
- 1875年（明治8年） - 上福光村と真福寺村が合併し、長良村となる。
- 1889年（明治22年） - 古津村が厚見郡から方県郡に移動する。
- 1897年（明治30年）4月1日[5] - 方県郡の一部、厚見郡、各務郡が合併し、稲葉郡となる。この地域は稲葉郡となる。
- 1897年（明治30年）4月1日 - 長良村、雄総村、福光村、志段見村、古津村が合併し、長良村となる。
- 1932年（昭和7年）7月1日 - 岐阜市に編入される。

## 交通
- 名岐鉄道高富線
  - 長良北町駅、高見駅
- 名岐鉄道岐阜市内本線
  - 鵜飼屋駅、長良北町駅

## 旧跡・観光など
- 護国之寺
- 崇福寺
- 長良天神神社
- 長良川鵜飼

## 学校
- 長良尋常小学校（現・岐阜市立長良小学校）